# Danja (produttore)
Danja, pseudonimo di Floyd Nathaniel Hills, detto Nate (Virginia Beach, 11 aprile 1982), è un produttore discografico statunitense.

## Biografia
Scoperto dal noto produttore discografico statunitense Timbaland, alla seconda metà degli anni duemila ha prodotto e scritto canzoni per celebri cantanti come Britney Spears, Madonna, Nelly Furtado, Duran Duran e le Danity Kane.
In particolare ha partecipato alla produzione dell'album Blackout di Britney Spears per hit come Gimme More e Break the Ice, a quella dell'album di Madonna Hard Candy, per il quale ha collaborato per la canzone Miles Away, e a Loose di Nelly Furtado per diverse canzoni, tra cui i singoli Maneater, Say It Right, Do It e All Good Things (Come to an End).